# Neuf Émotions
 (février 2013).
Neuf Émotions (en tamoul : Navarasa) est un film tamoul de Santosh Sivan, sorti en 2005.

## Synopsis
Le film se situe dans le milieu des hijras, personnes qui se disent du troisième sexe.
Ces hijras se rassemblent tous les ans à Koovagam, au Tamil Nadu selon la légende d'Aravan, racontée dans le Mahabharata.

## Récompenses
Le film a recueilli les références suivantes après sa sortie[réf. nécessaire] :
- Monaco International Film Festival (en) de 2005, (Monaco) 
  - Meilleur second rôle masculin - Bobby Darling
  - Angel Independent Spirit Award - Navarasa - Santosh Sivan
- National Film Awards de 2005 (Inde)
  - Silver Lotus Award - Best Regional Film (Tamil) - Navarasa - Santosh Sivan